# Festuca pyrenaica
Festuca pyrenaica är en gräsart som beskrevs av Georges François Reuter. Festuca pyrenaica ingår i släktet svinglar, och familjen gräs. Inga underarter finns listade i Catalogue of Life.